# Roma antica e moderna
Roma antica e moderna è il titolo di un'opera libraria, in tre volumi, edita nel 1745 come guida dell'Urbe, seguendo itinerari distinti in dieci giornate, oppure secondo la suddivisione in rioni. Ebbe successo tra gli stranieri che percorrevano in Italia il Grand Tour. È stata un punto di riferimento essenziale per le guide di Roma successive.

## Storia
Questa guida di Roma fu pubblicata nel 1745 – con oltre duecento incisioni inserite nel testo e con tavole incise e piegate – ad istanza di Gregorio Roisecco, mercante di libri in piazza Navona. Con chirografo datato 18 maggio 1743 papa Benedetto XIV aveva tracciato i nuovi confini dei rioni di Roma, stabilendone anche i relativi nomi e i relativi stemmi, come risulta dalle circa duecento targhe stradali, in marmo bianco, apposte sui muri nel centro storico di Roma e che ancora oggi sono quasi tutte visibili.
La guida di Gregorio Roisecco nasce quindi in un contesto di riorganizzazione urbanistica di tutta la città e per la prima volta ne suggerisce anche la visita per rioni, oltre a quella classica per giornate. Le descrizioni dei luoghi di Roma antica e di Roma moderna sono quindi fuse fra loro e presentano e illustrano tutte le meraviglie cittadine – sacre o profane – che si possono incontrare lungo i percorsi della visita.

## Descrizione
Gregorio Roisecco, Roma antica, e moderna o sia Nuova descrizione della moderna città di Roma, e di tutti gli edifizj notabili, che sono in essa, e delle cose più celebri, che erano nella Antica Roma con le autorità del Cardinal Baronio, Ciacconio, Bossi, ... Abbellita con duecento, e più figure in rame, ... Accresciuta in questa nuova edizione di un tomo terzo dove si tratta di tutti li riti, guerre più considerabili, e famiglie più cospicue degli antichi Romani, In Roma, nella Stamperia di Giovanni Zempel: ad istanza di Gregorio Roisecco mercante de' libri in piazza Navona, 1745, SBN LO1E026186. 3 volumi: illustrazioni; in 8⁰.
Il 1° volume è così composto: 528, pagine, 19 tavole ripiegate, antiporta, illustrazioni calcografiche. Presenta la visita di Roma, in dieci giornate. In allegato una grande pianta di Roma, piegata.
Il 2° volume è così composto: 660 pagine, 14 tavole ripiegate, antiporta, illustrazioni calcografiche. Presenta la visita di Roma per Rioni.
Il 3° volume ha questo titolo: Descrizione delli riti, guerre più celebri, e famiglie più illustri degli antichi romani dessunte da molti classici autori, abbellita di diverse figure in rame, unita alla descrizione di Roma antica e moderna ed è composto di 630 pagine, 3 tavole di cui una ripiegata, antiporta, illustrazioni calcografiche. Questo volume è dedicato ai riti degli antichi Romani, con una sintesi storica delle leggi, delle istituzioni, dell'organizzazione sociale e militare, della religione dell'antica Roma. Completa l'opera una cronologia di re, di imperatori e di pontefici.

### Brani tratti daRoma antica e moderna
Si propone una prima lettura che riguarda due brani, di cui il secondo su ambienti del Palazzo del Quirinale che oggi rusultano profondamente mutati.

Rione Trevi

Il Quirinale, se fosse aggiunto da Tazio, oppure da Servio Tullio, non si può con certezza sapere; benché si debba ciò attribuire più ragionevolmente a Servio. È di figura lunga, e distorta a guisa di cubito: ha il suo principio presso la Colonna Traiana, dove è la salita detta Monte Magnanapoli, quindi poi dilungandosi verso Ponente, per lo giardino Colonnese fino al palazzo del Pontefice, sovrasta al piano di Roma, ed all'antico Campo Marzio; poi piegando a Settentrione, e per lo palazzo Barberino, e pel Monastero di S. Susanna, giungendo vicino a Porta Salara, tiene incontro il Colle degli Ortuli.»
(Roma antica e moderna, Vol. II, p. 114-115.)
[...] Nella Volta della gran Sala, dove si tiene il Concistoro pubblico, e dove termina il giro vastissimo del Palazzo, vedrete una perfetta prospettiva di Agostino Tassi, e diverse Virtù, colorite da Orazio Gentileschi: ed inoltre molti cartoni coll'Istorie Sagre, fatti da Andrea Sacchi, da Pietro da Cortona e da Ciro Ferri, per modelli delle Cupole inferiori della Basilica Vaticana, trasportatavi dal portico superiore di quella per ordine d'Innocenzo II. Calandosi per la medesima scala doppia nell'appartamento destinato per lo Cardinal Padrone, o Soprintendente dello Stato Ecclesiastico (dove si fanno ordinariamente le Congregazioni Cardinalizie) vedesi una piccola Cappella tutta dipinta da Baldassare Croce.»
(Roma antica e moderna, Vol. II, p. 122.)
Il seguente brano riguarda la colonna di Antonino Pio, a piazza Colonna, che dà il mone al rione:

Rione Colonna

Giaceva nel cortile di quest'abitazione prima che fosse di nuovo fabbricata, una gran Colonna, di cui vedevasi l'estremità, riputata da molti Scrittori la Colonna Citatoria, danneggiata dal fuoco, e dal tempo lunghissimo di molti Secoli. È composta questa di granito rosso. [...] Fu questa eretta da Marco Aurelio, e Lucio Vero Imperadori, alla memoria di Antonino Pio loro padre. [...] Si compiacque Clemente XI di restituire questa colonna alla pubblica vista del Mondo, mediante una nobilissima spesa, e con industria sommamente lodevole del cavalier Francesco Fontana Architetto; e per regolamento degli Operaj, che erano in numero di cinquecento s'intimava loro il lavoro col suono di una Tromba, ed il suono di una Campana accennava il fermarsi; ed essendo bene stabiliti, e preparati gli ordegni, si diede principio nel giorno 14 Settembre dell'anno 1705.»
(Roma antica e moderna, Vol. II, p. 64-67.)

### Altre edizioni
- Roma ampliata, e rinovata, o sia Nuova descrizione della moderna citta di Roma..., Roma, nella stamperia di Pietro Ferri, dietro alla Minerva, si vendono da Gregorio Roisecco libraro in Piazza Navona, all'insegna di S. Gio. Battista, 1725, SBN RMRE017151. 1 volume.
- Roma ampliata, e rinovata, o sia nuova descrizione della moderna città di Roma..., Roma, appresso Gregorio Roisecco mercante de' libri in piazza Navona, 1739, SBN RMRE017368. 1 volume.
- Descrizione di Roma antica formata nuovamente con le auttorità, Roma, appresso Gregorio Roisecco libraro in piazza Navona sotto l'orologio di S. Agnese, 1739, SBN BVEE063592. 2 volumi.
- Roma ampliata, e rinovata, o sia nuova descrizione dell'antica, e moderna città di Roma... coll'aggiunta delle nuove fabbriche erette fino al presente giorno, Roma, Edizione Accresciuta, si vendono nella libraria di Gregorio Roisecco in piazza Navona, per Ottavio Puccinelli [stampatore], 1750, SBN BVEE096952. 1 volume.

### Mostre
I tre volumi di Roma antica e moderna del 1745 sono stati presentati al Senato, in occasione della mostra Antiquorum Habet. Palazzo Giustiniani, 13 marzo–2 luglio 2016.